# Jakša Jordes
Jakša Jordes / Jay Jay je hrvatski saksofonist, pjevač i skladatelj house i pop glazbe. 

## Životopis
Jakša Kriletić Jordes rođen je u Splitu, odrastao je na otoku Korčuli, u mjestu Lumbarda, a trenutno živi u Zagrebu. 
Ljubav prema glazbi i želju za vlastitim sastavom ima od malih nogu. 
Nakon završene osnovne škole u Lumbardi obrazovanje nastavlja u glazbenim školama u Splitu i Dubrovniku.
Prvi instrumenti na kojim je svirao bili su mandolina i klarinet, a po završetku srednje škole kupuje svoj prvi saksofon, vraća se na Korčulu te intenzivno uči svirati na novom instrumentu (tenor saksofon).
1995. godine dolazi u Zagreb, upoznaje Davora Gobca te zajedno s njegovom grupom Psihomodo Pop prvi puta nastupa na festivalu Fiju Briju 3 ispred više od devet tisuća ljudi.
U periodu od 1995. – 2004. redovito svira sa značajnim glazbenicima i sastavima hrvatske rock'n'roll scene (Pips, Chips & Videoclips, Majke, Let3) te nastupa s raznim izvođačima na festivalima u regiji (Exit Festival,  Beer fest-Beograd, Karlovački dani piva, C’est is d'Best).
2003.god sa svojim sastav IHTHIS izdaje album prvijenac Armageddon Fun koji sadrži do tada neviđen dodatak za naše prostore, prvi cyber-roman (Stvaranje civilizacije), čiji je autor sam Kriletić Jordes. 
Nakon petnaestogodišnje uspješne sviračke karijere i stalnih nastupa, prekretnica u glazbenoj karijeri Jordesu se događa 2004. god. kada u poznatom zagrebačkom klubu Jedinica prvi puta javno nastupa uz house DJ-a.
Nakon 2004.god. Jakša Jordes postaje poznati saksofonist na domaćoj house sceni. Slobodnim improvizacijama u nastupima uz house i electro DJ-e privlači pažnju stranih izdavača Hed Kandi i Ministry of Sound nakon čega im se pridružuje na turneji.
Svirajući sa zvijezdama kao što su Luke Neville, Lisa German, Dean Rigg i Chris Bailey dolazi do Alfreda Azzetta,vodećeg talijanskog producenta i DJ-a, koji mu nudi suradnju. U veljači 2009. godine, nastupa s poznatim house DJ-om Roger Sanchezom u Sarajevu i time postaje prepoznatljiv saksofonista u cijeloj regiji. 
2012. godine izdaje svoj drugi album pod nazivom Ambidexter. Jordesov drugi album Ambidexter je potpuno drugačijeg glazbenog izričaja od prvijenca te se na njemu nalazi sedam house/pop pjesama.
Stalni nastupi u Hrvatskoj, Bosni i Hercegovini, Srbiji i Sloveniji osigurali su Jordesu suradnju s vodećim Dj-ima regije, a sve češće nastupa u Austriji, Švicarskoj i Engleskoj.
Osim što javno nastupa, Jordes se bavi stvaranjem glazbe za radio drame, kazališne i dječje predstave, promotivne video uratke (Zagreb Indoors, WinDays.).

## Značajni nastupi
• 1997. god.  nastup s Darkom Rundekom,“Porin”;  ljetna turneja s Jinxima
• 1998. god.  nastupi s Jinxima i Darkom Rundekom; “Crni mačak” i “Porin”
• 1999. god.  nastup s Darkom Rundekom,  “Taksirat festival”, Skopje
• 2000. god. obilježili su nastupi s Darkom Rundekom (ex Haustor) u Srbiji - SKC i Hala Pionir, Beograd; festival “Fiju briju”, Grbavica u Sarajevu i kao pratnja raznim sastavima na rock festivalu “Zagreb Gori” na Šalati
• 1999. god. sa sastavom Jinx predgrupa sastavu Blondie, Zagreb 
• 2000. god. sa sastavom Jinx predgrupa James Brownu, Pula
• 2002. god. s prvom vlastitom grupom IHTHIS predstavlja album prvijenac “Armagedon Fun” (izdavač: Croatia Records, 2002.)
• 2007. god. nastup s Alfred Azzettom, klub “Global”, Ljubljana
• 2009. god. nastup s Roger Sanchezom, Domu mladih, Sarajevo
• 2010. god. Diners Club Exclusive party, uz Dj Petra Pleseca predgrupa sastavu Kevina Costnera “Modern West”, Ljubljana
• 2012. god. nastup na koncertu Nene Belana, mala dvorana Doma sportova, Zagreb
• 2012. god. nastup s Paolo Barbatom  Arhivirana inačica izvorne stranice od 19. veljače 2021. (Wayback Machine), Makarska
• 2012. god. izdaje svoj house album “Ambidexter” (izdavač: Croatia Records, 2012.)
• 2012. god. uz DJ-a Marka Barbića predgrupa Alexandri Stan, Zagreb 
• 2013. god. turneja Reflected Party i nastup na Sarajevo Film Festivalu

## Glazbene suradnje
Davorin Bogović, Detour, Renato Metessi, El Bahattee, Darko Rundek, Jinx, Neno Belan, Let3, Psihomodo Pop, Majke, Pips, Chips & Videoclips, Hladno pivo, Vatra...

## Studijski albumi
AMBIDEXTER, Jakša Jordes (Croatia Records, 2012.)
1. Don`t Drive Me Too Fast
2. Turn Off The Lights
3. Secret Love
4. Sax On The Beach (Let`s Go Drinking)
5. Disco Drive
6. Dust
7. I Can't

ARMAGEDDON FUN, Ihthis (Croatia Records, 2002.)
1. More moje
2. Jedno za drugo
3. Da budem tvoj
4. Street
5. Stoper
6. When I Saw You
7. Žar
8. My Sax-o-Fon
9. Japanski blues
10. United
11. Pentakost
12. Staze

## Vanjske poveznice
- Croatia Records: Jakša Jordes
- Discogs: Jakša Jordes (diskografija)